# Kirin Cup 2000
De Kirin Cup 2000 was de 21e editie van de Kirin Cup. Het toernooi werd gehouden van 11 tot en met 18 juni, het werd gespeeld in Japan. De winnaar van dit toernooi waren Japans en Slowakije, beide landen eindigden gelijk in de poule.

## Eindstand
| Pos | Land      | Wed | Win | Gel | Ver | DV | DT | +/− | Pnt |
| --- | --------- | --- | --- | --- | --- | -- | -- | --- | --- |
| 1   | Japan     | 2   | 1   | 1   | 0   | 3  | 1  | +2  | 4   |
| 2   | Slowakije | 2   | 1   | 1   | 0   | 3  | 1  | +2  | 4   |
| 3   | Bolivia   | 2   | 0   | 0   | 2   | 0  | 4  | –4  | 0   |

## Wedstrijden
|                                 |                      |       |                 |                                                                                 |
| 11 juni 2000 «onderlinge duels» | Japan                | 1 – 1 | Slowakije       | Sendai Stadium, Sendai Toeschouwers: 45.831 Scheidsrechter: Kim Young-Joo (KOR) |
| 11 juni 2000 «onderlinge duels» | Shunsuke Nakamura 9' |       | 7' Peter Dzúrik | Sendai Stadium, Sendai Toeschouwers: 45.831 Scheidsrechter: Kim Young-Joo (KOR) |

|                                 |         |                                      |           |                                                                              |
| 14 juni 2000 «onderlinge duels» | Bolivia | 0 – 2                                | Slowakije | Tosu Stadium, Tosu Toeschouwers: 8.037 Scheidsrechter: Masayoshi Okada (JPN) |
| 14 juni 2000 «onderlinge duels» |         | 2' Roman Kratochvíl 45' Martin Fabuš |           | Tosu Stadium, Tosu Toeschouwers: 8.037 Scheidsrechter: Masayoshi Okada (JPN) |

|                                 |                   |       |         |                                                                                                 |
| 18 juni 2000 «onderlinge duels» | Japan             | 2 – 0 | Bolivia | Internationaal Stadion Yokohama, Yokohama Toeschouwers: 65.073 Scheidsrechter: Sun Baojie (CHN) |
| 18 juni 2000 «onderlinge duels» | Yanagisawa 7' 34' |       |         | Internationaal Stadion Yokohama, Yokohama Toeschouwers: 65.073 Scheidsrechter: Sun Baojie (CHN) |

| Winnaar Kirin Cup 2000 |
| ---------------------- |
|                        |
| Japan 5e titel         |

| Winnaar Kirin Cup 2000 |
| ---------------------- |
|                        |
| Slowakije 1e titel     |